# Vinný vrch (Mrlinská tabule)
Vinný vrch (252 m n. m.) je vrch v okrese Nymburk Středočeského kraje. Leží asi 0,5 km západně od obce Opočnice na jejím katastrálním území. Asi 700 metrů západně na svahu plošiny je vyhlášena Přírodní památka Vinný vrch. Důvodem ochrany je bohatá lokalita bělozářky liliovité.

## Geomorfologické zařazení
Geomorfologicky vrch náleží do celku Středolabská tabule, podcelku Mrlinská tabule, okrsku Královéměstecká tabule, podokrsku Lovčická tabule a části Hradčanská kuesta.